# 做七
做七，又称作旬、烧七、斋七、理七，是東亞的喪殯習俗，指人死后每隔七天舉行法事一次，七天为一期，最多为七期，七七四十九天才结束。道教稱之為七七追薦， 佛教稱之為七七齋、七七忌、累七齋、七七日、齋七日。
“七七”为最后一个“七”，称“断七”、尾七、滿七或圓七。

## 起源
依佛教而言，人死後的神識，被稱為「中陰身」，在七七四十九天內必定入輪迴轉世，不能逗留。佛傳六道輪迴為：
- 天道：大善少惡業者
- 修羅道：有如天之善者，卻有大嗔業，故不得為天人，而生為與天為敵之修羅，可享如天之福，善報盡了，則又入輪迴，往往墮入惡趣
- 人道：少善少惡者
- 畜生道：犯愚痴重業者
- 餓鬼道：犯重貪惡業者
- 地獄道：犯重嗔惡業者

做七是為了餓鬼道眾生而作，餓鬼道是因貪惡業而生，故餓鬼道多數為貧苦飢餓（少部分餓鬼道眾生為有大神通的神靈。如鳩槃荼、夜叉、羅剎等），人間子孫若積福迴向，則可使餓鬼道眾生稍得福報，飽餐幾頓，暫免飢餓之苦。地府神職乃是由有善業的鬼道眾生，不受飢餓之苦，但還是有其他方面苦厄，善惡業是不能相抵的，都必須受報，因此雖有善業，但還是要轉世為鬼道眾生，直到惡業盡。若轉世為其餘五道，無法收受作七積福，不過積福本身也是為自己積福。輪迴轉世是由業力所決定，其為天地大道自發而成，公正無私，非一人所能執掌。
道教借鑒佛法中七七日內人將轉世的想法，故超度亡魂，起源于六朝道經中三國孫吳葛玄纂集《太上慈悲道場消災九幽懺》十卷及《洞玄靈寶三洞奉道科戒營始》所見的齋儀，以深度懺悔為主，來消災度厄及超度亡魂。而做七的起源最早是出至于南朝的《太上洞玄靈寶業報因緣經卷之八》《生神品第十九》。故民間傳說，地府是天庭下轄負責管理人間事務，共有十殿掌管不同事務。一旦人死後第七天，將來到地府第一殿接受審判，如此每逢做七、百日、對年、三年之期，依序送往地府各殿受審，民間謂為「過王官」、「參詳十王」。
北魏時佛教借鑑道教的「七七追薦」改為「七七齋」。《北史．外戚傳》記載外戚胡國珍去世後，北魏孝明帝在七七日中為他設千僧齋，並度七人出家為僧。可知這樣的禮俗應是從佛法的輪迴觀念而來。
民間相傳，此時若無繼嗣為其作功德、積冥福，在生時又無種下善因，將審定其生前罪業，打入地獄受報；所以，陽世的親屬每隔七日為亡者辦法事、修功德，謂之「七七齋」或「七七追薦」。

## 頭七
民眾習慣上認為「頭七」指的是人去世後的第六日晚上到第七日早晨。不同的地方有不同的「頭七」習俗，死者魂魄會於「頭七」返家，家人應於魂魄回來前，為死者魂魄預備一頓飯，燒香奉祀。
有人認為，家人之後便須迴避，最好的方法是睡覺，睡不著便躲入被窩；如果死者魂魄看見家人，會令他記掛，便影響他投胎再世為人。

## 七七
- 自隋唐開始，民間在人死後每過七天就舉行一次奠禮，或者頌經設齋，或者建醮拜懺，以追薦亡靈，民間簡稱為“做七”。
- 道教認為人死後第七天來到地府十殿的第一殿接受審判，如此每逢七日、百日、對年、三年之期，依序送往地府各殿受審，民間謂為「過王官」、「參詳十王」。  以江浙地區為例：  一七，即死後七日，喪家舉行隆重儀式，另外供木主，焚香叩拜，燒冥紙，請僧道誦經、拜懺。
- 有德且百歲以上仙逝的道長，可以在頭七過後，每一天作七一次，這典故出自彭祖的「一勝七」說。
- 舉行道場的時間間隔一般最少要七天，最多要做到四十九天為止，也就是說要每隔七天做一次，一共要做七次。
- 到了宋代以後，民間佛教也為人設道場做七。解釋是，人死後的中陰身，四十九天之內會再度轉生到六道之中。

## 习俗

### 中国大陆
除2020年新型冠状病毒疫情“全国性哀悼活动”以外，中国大陆为重大自然灾害遇难者设立的全国哀悼日大多安排在头七。
福州：
這在福州喪俗中較為突出。舊時有錢的人「七七做，八八燒」，棺木放在家中要過七重漆，每漆一次耗時7天，漆與七，福州方言諧音，過七系一語雙關。貧窮人家只過一七，便將棺木抬上山埋葬。人死後每七天就要「祭」，稱「做過七」。至四十九天止，一共要做七次。孝男要戴孝，穿麻衣麻帽草鞋，腰扎草绳，麻帽上挂两个棉球。
- 一七：称为「過頭七」，也稱「孝男七」，由孝男出資主持，請道搭壇誦經，播鑼鼓和鍾謦，向城隍爺報亡。
- 二七：「二七」是「內親七」，由族內六親七眷出資延道誦經。
- 三七：「三七」又是「孝男七」。
- 四七：是「親友七」，由朋友出資延道誦經。
- 五七：舉行開弔。（開弔禮儀大體如下：喪家先發出訃告，邀請內親外戚、親朋好友，靈堂內外張素燈結素彩。大門口掛一對白紙高照燈籠，謂之高照，用藍字標明×旬（10歲謂一旬）壽考（父）或壽妣（母），以及幾代同堂，以夸福壽雙全之意。大門口還豎立一塊大屏風，寫著訃告內容。門口另一角，放著堂鼓。弔唁客人一到，禮生（司儀）便擊堂鼓，演奏京鼓吹樂，禮生高舉名帖，引客人步進靈堂，向亡靈三叩首，孝男孝女跪在靈前陪祭。靈堂四壁，掛滿輓聯、素軸，異常肅穆悲涼。）
- 六七：是「孝女七」，由出嫁女出資延請尼姑誦經。
- 七七：舉行開弔。

杭州：
- 一七，一般叫“頭七”或首七，通常在第六天就開始，據《杭俗遺風》上說：做七須在第六日上，故名曰“敲六頭兒”，用土地廟的和尚來做法事，配合音樂。
- 二七，祭禮從簡，這天，家人備酒饌，供羹飯祭奠，燒紙楮。
- 三七，亦稱“散七”，這夜，孝子擎香火，到三岔路口呼喊亡人姓名或稱謂，或上墳焚香接亡靈回家，家中設奠。
- 四七，祭禮從簡，這天，家人備酒饌、供羹飯、焚紙楮進行祭奠。
- 五七，在七七中，五七祭儀尤重，這天，喪家舉行祭奠，焚楮燒紙，請僧人、道士放焰口。親友也攜紙錢、錫箔元寶（也有送現金）助祭，喪家要辦酒席招待。有的紮紙紮，焚祭亡靈，紙紮有樓閣房宅，內置錫箔元寶；有金山、銀山，山上飾草木鳥獸，祭禮時，將這些紙紮拿到墓前焚化。有的地方這天出嫁女兒挑酒食回娘家祭奠。
- 六七，祭禮從簡。
- 七七，“七七”又稱“滿七”、“尾七”等，儀式略同“頭七”。有的地方又稱“七七”為“起服”，即除去孝服，換上吉服。

### 香港
即在亡者去世後第七天開始進行祭祀，每七天拜祭一次，拜足七七共四十九天。
通常「頭七」、「三七」、「五七」、「尾七」都會請喃嘸師傅在道堂為先人打齋超渡，或於家中為先人設香燭祭品，自行拜祭 (俗稱做七)。以前在做完法事儀式，家屬都會招待親友一起食齋菜 (俗稱食七)。而做七，同時亦係代表「拜閻王」。

### 臺灣
清治時期起，臺灣人通常只作法事至「尾七」即止，而不「作旬」，直接作「百日」，故臺灣本省漢族則直接稱「作七」為「作旬」。

## 其他
- 作為教會本地化（英语：Inculturation）的一環，漢語圈的天主教會亦有「做七」的禮俗，其與傳統信仰的差別在於辦法會替換為獻彌撒，且不強迫信徒必須遵守。